# Budowanie Skadra
Budowanie Skadra (oryg. serb. Зидање Скадра на Бојани lub krócej Зидање Скадра) – serbska ludowa pieśń epicka opisująca legendę o powstaniu miasta Szkodra (serb. Skadar). Jeden z najstarszych znanych przykładów południowosłowiańskiej ludowej pieśni epickiej.
Utwór powstał najprawdopodobniej w średniowieczu, w czasie, gdy wśród ludności serbskiej silne były jeszcze pierwotne wierzenia pogańskie. Pieśń opiera się na szeroko rozpowszechnionym wśród Słowian południowych motywie fabularnym ofiary z człowieka, która miała przebłagać złe duchy i uzyskać od nich zgodę na realizację ludzkich planów. Pogański motyw zmagania człowieka z duchami natury, uosabianymi przez rusałkę, łączy się z motywem chrześcijańskim – bohaterowie utworu wierzą w Boga i przysięgają mu.
Do pieśni Budowanie Skadra nawiązał Ivo Andrić w powieści Most na Drinie, opisując istniejącą w Wyszegradzie legendę o tym, że w czasie budowy mostu, w celu przebłagania niszczącej fundamenty willi, w filarze konstrukcji zamurowano niemowlęta Stoję i Ostoję. Opisując następnie korzenie powstania tej nieprawdziwej historii, Andrić przedstawiał proces powstawania opowieści ludowych.

## Treść
Pieśń opisuje proces powstawania miasta Skadar, które miało być budowane nad rzeką Buną przez trzech braci Mrniawczewiczów: króla Wukaszyna, wojewodę Ugleszę i Gojka. Wysiłki na rzecz budowy miasta nie przynoszą efektów, gdyż to, co budowniczowie wznoszą w ciągu dnia, w nocy niszczy rusałka. Po czterech latach prac oznajmia ona, że miasto powstanie, jeśli budowniczowie zamurują w jego fundamentach dwoje bliźniąt o imionach Stoja i Stojan. Król Wukaszyn nakazuje swojemu słudze Desimirowi odnalezienie takich ludzi, jednak jego poszukiwania kończą się niepowodzeniem. Rusałka nakazuje wówczas zamurować w murach żonę jednego z trzech braci – tę, która następnego dnia pojawi się nad rzeką z posiłkiem dla budowniczych. Wukaszyn, Uglesza i Gojko przysięgają, że tak właśnie postąpią, zaś w wyborze ofiary zdadzą się na sąd boży, nie uprzedzając swoich żon o swojej decyzji. Jednak zarówno Wukaszyn, jak i Uglesza łamią obietnicę i nakazują żonom pozostać w domu. Nieświadoma woli rusałki żona Gojka udaje się natomiast na budowę i zostaje, mimo błagań, zamurowana żywcem w murze. Budowniczowie pozostawiają jedynie otwory w murze na jej piersi, by mogła karmić swojego miesięcznego syna, co dzieje się codziennie przez rok. Z miejsca zaś, gdzie zginęła, wypływa woda, która leczy kobiety pozbawione mleka.